# Rosario Buenavista
Rosario Buenavista är en ort i Mexiko.   Den ligger i kommunen Las Margaritas och delstaten Chiapas, i den sydöstra delen av landet, 900 km öster om huvudstaden Mexico City. Rosario Buenavista ligger 1 234 meter över havet och antalet invånare är 104.
Terrängen runt Rosario Buenavista är kuperad västerut, men österut är den bergig. Terrängen runt Rosario Buenavista sluttar österut. Runt Rosario Buenavista är det ganska glesbefolkat, med 28 invånare per kvadratkilometer. Närmaste större samhälle är San Juan Bautista, 5,0 km söder om Rosario Buenavista. I omgivningarna runt Rosario Buenavista växer i huvudsak städsegrön lövskog.